# 布里奇波特 (密歇根州)
布里奇波特（英語：Bridgeport）是位於美國密歇根州薩吉諾縣布里奇波特特設鎮區的一個普查規定居民點。

## 人口
根據2020年美國人口普查的數據，布里奇波特的面積為21.89平方千米，當中陸地面積為21.76平方千米，而水域面積為0.13平方千米。當地共有人口6571人，而人口密度為每平方千米300.18人。